# サンクティ・スピリトゥス
サンクティ・スピリトゥス（スペイン語: Sancti Spíritus）はキューバ中央にあるサンクティ・スピリトゥス州の州都である。ラテン語の精霊の土地を意味する。
1514年にディエゴ・ベラスケス・デ・クエリャルが作った。キューバの植民地時代は戦争の歴史があり、サンクティ・スピリトゥスの英雄であるイグナーザとその子孫は、キューバの独立性と1820年から1900年の米国への併合を防ぐために戦った。
名所はヤヤボ川の橋で、これはキューバの古い橋の一つ。粘土レンガで1815年に建てられ、9メートルの高さで、5つのアーチを形成している。ブリッジ全体は85メートルの長さで、植民地時代のキューバの間に歩行者や馬車のために設計された。
サンクティ・スピリトゥスは世界的に有名な医科大学を持ち、34カ国を代表する世界各国からの学生が学んでいる。